# Cecil Allen
Cecil Allen (Belfast, 1º agosto 1914 – 11 maggio 2003) è stato un calciatore nordirlandese, di ruolo difensore.
La sua carriera fu interrotta bruscamente da un grave infortunio mentre combatteva come soldato nei ranghi inglesi durante la Seconda guerra mondiale.